# Potoška gora
Potoška gora (1283 mnv) je vzpetina nad Potočami, po katerih je dobila ime. Vrh ni markanten, saj je porasel z drevesi. Tam je vpisna knjiga, za katero skrbi Planinsko društvo Preddvor. Na severu se vidi Zaplata s Hudičevim borštom.
28. marca 2022 je velik del Potoške gore (okoli 700 hektarov) prizadel gozdni požar, ki je pustošil tri dni. V gašenju je sodelovalo skupaj 1100 gasilcev iz 160 gasilskih društev, štirje helikopterji SV in hrvaško gasilsko letalo Canadair CL-415. K umiritvi požara je tretji dan pripomoglo tudi vreme, saj je po večtedenski suši pričelo deževati, peti dan pa je goro pobelil sneg.

## Dostopi
Markirana pot vodi od Sv. Jakoba, nemarkirana pot pa tudi mimo studenca pod Potoško goro preko Mihčevih kopišč, kjer so počitniški objekti in vzletišče za jadralne padalce.

## Prehodi
S Potoške gore je mogoče priti po označenih poteh na bližnje vrhove.
- Javorov vrh (1434 m),
- Dom na Čemšeniku (835 m),
- Hudičev boršt,
- Kališče (1540 m).